# Stadio di Kingsholm
Lo stadio di Kingsholm (in inglese Kingsholm Stadium) è un impianto sportivo di Gloucester, in Inghilterra; utilizzato principalmente per incontri di rugby a 15, è proprietà, nonché terreno interno, del Gloucester Rugby.
In passato ospitò anche incontri di calcio e di rugby a 13, oltre a essere stato scelto come sede in due edizioni della Coppa del Mondo di rugby, nel 1991 e nel 2015 nonché come sede della finale di European Challenge Cup 2007-08.

## Storia
Il primo nucleo dell'impianto risale al 1891, quando il club acquistò un terreno in Kingsholm Road, a est della pianura alluvionale del fiume Severn, su cui insisteva un vecchio edificio.
Per finanziare l'acquisto fu formata una società che contrasse un mutuo per ottenere le 4 000 sterline necessarie ad assicurarsi l'area.
Inizialmente si sfruttò quale campo da gioco la parte occidentale del lotto, mancando il tempo per approntare altre strutture.
Il primo incontro, a ottobre di quello stesso anno, fu una vittoria contro il Burton, club dello Staffordshire, davanti a 3 168 spettatori per un incasso di poco più di 46 sterline dell'epoca.
Nel 1892 fu demolito l'edificio al centro del terreno e furono messe in opera palizzate, un padiglione ospiti e una tribuna più capiente.

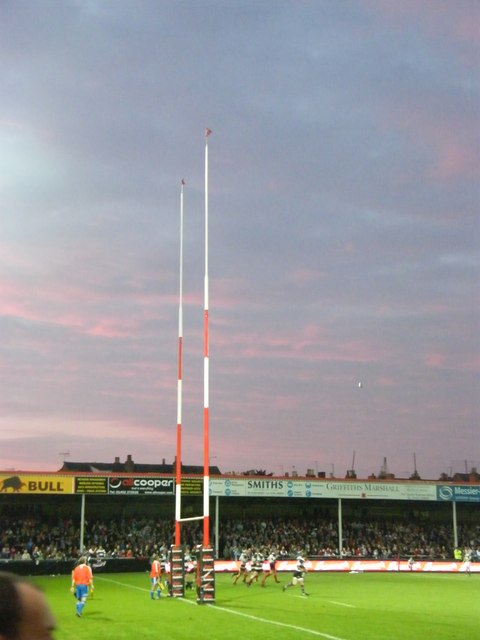
Kingsholm nel 2008 durante un incontro tra l' e i Barbarians

Il 6 gennaio 1900 Kingsholm ospitò il suo primo incontro internazionale, l'apertura di quell'edizione dell'Home Championship tra le Nazionali di Inghilterra e Galles, che si risolse in una vittoria di questi ultimi per 13-3; il match, che vide al botteghino solo 3 517 spettatori paganti, fu una perdita finanziaria per il Gloucester, organizzatore dell'evento, in quanto mancarono all'appello i previsti tifosi gallesi e la Federazione inglese aveva imposto un prezzo minimo di due scellini a spettatore al fine di garantirsi un incasso minimo di 300 sterline; al netto degli emolumenti richiesti dalla Federazione il club ebbe una perdita di 665 sterline, che ebbe conseguenze per quasi tutto il ventennio a seguire.
Durante la Grande Guerra lo stadio non fu operativo; riprese l'attività nel 1919 e nel 1926 andò incontro al suo primo ampliamento, la tribuna principale da 1 750 posti sul fronte meridionale costata 2 500 sterline integrata nel 1930 da 88 seggiolini ripiegabili per le autorità cui fecero seguito altri 22 per la stampa.
L'intera tribuna tuttavia andò distrutta nel 1933 quando un incendio occorso al tendone di un circo cui era stato concesso di stazionare nel parcheggio annesso si sparse rapidamente alla struttura in legno dell'impianto.
L'assicurazione coprì i danni e in otto settimane fu ricostruita una nuova tribuna, ancora in legno, della capienza di 1 330 posti, poi espansi a 1 500, che durò fino al 2007.
Nel 1934 giunse l'illuminazione elettrica per gli allenamenti serali; nel 1941 l'attività cessò a causa della seconda guerra mondiale e lo stadio fu requisito dalle autorità civili, anche se una parte del campo fu utilizzata per gli incontri delle rappresentative militari durante il conflitto; quando alla fine del 1945 l'impianto fu restituito, gran parte delle strutture di metallo e legno erano mancanti, utilizzate per l'industria bellica.
Un anno più tardi partì un programma di ristrutturazione finanziato dalle autorità cittadine, comprendente una tribuna in cemento e un nuovo campo da gioco e, a seguire, alla metà degli anni cinquanta il circolo sociale, una sala da tè e un impianto di diffusione audio; ancora, qualche anno dopo, anche l'illuminazione per gli incontri in notturna e una sala da ballo.

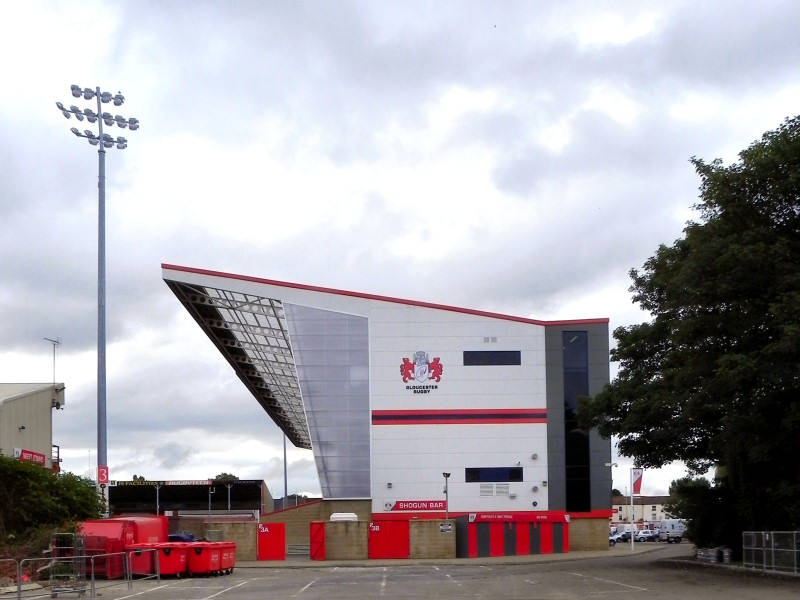
La tribuna Sud dello stadio

Nel 1991 lo stadio ospitò Stati Uniti-Nuova Zelanda, incontro della fase a gironi della Coppa del Mondo di rugby che si tenne quell'anno sotto l'organizzazione dell'Inghilterra; fu il primo incontro internazionale che si tenne in tale stadio dopo 91 anni dal citato Inghilterra-Galles.
Nel 1997, due anni dopo l'apertura del rugby a 15 al professionismo, l'industriale della Formula 1 ed ex pilota automobilistico inglese Tom Walkinshaw acquisì la maggioranza societaria del Gloucester Rugby; il nuovo proprietario espresse quasi subito la necessità di aumentare la capienza dell'impianto ad almeno 20 000 posti per venire incontro alle mutate esigenze del pubblico e per incrementare gli incassi del club.
Tra il 2007 e il 2008 fu intrapreso un piano di ampliamento della tribuna principale, con un costo stimato di circa 9 milioni di sterline e capacità finale di 7 000 posti, con conseguente capienza totale dell'impianto portata a 16 500; nel 2012 Gloucester fu indicata tra le città destinate a ospitare la Coppa del Mondo di rugby 2015, ma il club comunicò di non avere alcuna intenzione di ampliare ulteriormente l'impianto per l'occasione in quanto riteneva la capienza sufficiente e adatta agli incontri che ivi sarebbero stati eventualmente designati.
Il comitato organizzatore della Coppa del Mondo, in effetti, assegnò in seguito a Kingsholm quattro incontri della fase a gironi, due dei quali con protagonista il Giappone (contro Scozia e Stati Uniti) e altrettanti la Georgia (contro Tonga e Argentina).
A parte gli incontri di rugby a 15, Kingsholm ospitò, nel 2000, l'incontro di coppa del Mondo di rugby a 13 tra Nuova Zelanda e Libano, finito 64-0 per i Kiwis; in tale incontro, nella squadra neozelandese giocava all'epoca Lesley Vainikolo che, successivamente, passato al 15, militò proprio nel Gloucester e rappresentò l'Inghilterra in tale disciplina.
Nel 1910 Kingsholm ospitò anche alcuni incontri della squadra di calcio del Gloucester City; quando nel 2007 un'alluvione danneggiò permanentemente Meadow Park, impianto di casa di quest'ultimo club, si ventilò l'ipotesi di una nuova coabitazione tra le due squadre o, in alternativa, la costruzione di un nuovo stadio per il calcio nella stessa zona di Kingsholm Road su un lotto adiacente all'impianto di rugby, ma un'intesa non si raggiunse mai finché alla fine del 2014 giunse l'approvazione comunale per la realizzazione di un nuovo stadio di calcio sul perimetro di quello allagato, ma sopraelevato di circa 4 metri per evitare rischi di nuove alluvioni.
Kingsholm è idoneo anche a ospitare concerti; tra gli artisti esibitisi in tempi recenti figurano Tom Jones nel 2012, i McFly e Ronan Keating nel 2013.

## Incontri di rilievo

### Rugby a 15
| Arbitro: | Efraím Sklar |

|                                                                           |      |                      |
| Earl 21’ Wright 23’, 27’, 79’ Purvis 45’ Timu 52’ Tuigamala 72’ Innes 77’ | mt   |                      |
| Preston 27’, 45’, 77’, 79’                                                | tr   |                      |
| Preston 14’, 38’                                                          | c.p. | 34’, 55’ M. Williams |

| Arbitro: | John Lacey |

|                                                     |      |              |
| Hardie 47’ Bennett 55’, 68’ Seymour 63’ Russell 73’ | mt   | 14’ A. Mafi  |
| Laidlaw 55’, 63’, 68’, 73’                          | tr   | 14’ Gorōmaru |
| Laidlaw 2’, 11’, 17’, 19’                           | c.p. | 45’ Gorōmaru |